# Eriogonum repens
Eriogonum repens är en slideväxtart som först beskrevs av Susan Gabriella Stokes, och fick sitt nu gällande namn av J.L. Reveal. Eriogonum repens ingår i släktet Eriogonum och familjen slideväxter. Inga underarter finns listade i Catalogue of Life.